# فهرست جایزه‌ها و نامزدی‌های دوجا کت
رپر و خواننده آمریکایی دوجا کت در طول دوران حرفه‌ای خود جوایز زیادی را دریافت کرده‌است، از جمله یک جایزه گرمی، پنج جایزه موسیقی بیلبورد، پنج جایزه موسیقی آمریکایی (AMA)، و سه جایزه موزیک ویدیو MTV (VMAs).
پس از انتشار تقریباً نادیده گرفته شده اولین آلبوم استودیویی خود Amala (2018) دوجا کت «صورتی جذاب» را در ۷ نوامبر ۲۰۱۹ از طریق Kemosabe و RCA Records منتشر کرد. این آلبوم نامزد دریافت آلبوم محبوب سول/آر اند بی در چهل و هشتمین دوره سالانه AMA و بهترین آلبوم آر اند بی در جوایز موسیقی بیلبورد ۲۰۲۱ شد. تک آهنگ اصلی آن - ریمیکس "Juicy" با حضور رپر تایگا اولین ورود او به جدول ۱۰۰ آهنگ داغ بیلبورد بود و نامزد بهترین آهنگ آر اند بی در جوایز موسیقی بیلبورد ۲۰۲۰ شد. آهنگ "بگو خب" تِرَک دیگری از «صورتی جذاب»، پس از ریمیکسی با نیکی میناژ خواننده رپ، به رتبه یک در جدول ۱۰۰ آهنگ داغ بیلبورد رسید که باعث شد میناژ و دوجا کت رکورد جهانی گینس را برای تبدیل شدن به اولین گروه دو نفره رپ زن که در صدر جدول قرار گرفته‌اند، به دست آورند. "بگو خب" نامزد بهترین آهنگ سال در VMA 2020 شد. در همان سال، موزیک ویدیوی آن دو بار نامزد دریافت جایزه "ویدیوی سال" شد: از AMA و جوایز BET. در سال ۲۰۲۱، «بگو خب» نامزدی‌های متعددی از جمله ضبط سال و بهترین اجرای انفرادی پاپ در شصت و سومین دوره جوایز سالانه گرمی، بهترین آهنگ تیک تاک سال در جوایز موسیقی iHeartRadio همان سال و آهنگ برتر آر اند بی را در جوایز موسیقی بیلبورد دریافت کرد. او به واسطه «بیشتر مرا ببوس» (با سزا) «نیاز دارم بدانم» و «زن» برنده ۲ جایزه موسیقی iHeartRadio شد و به یک میلیارد اسپین مخاطب دست یافت.

## جوایز و نامزدی‌ها
منابع به زودی قرار داده می‌شوند.
| مراسم                                | سال  | جایزه                                                                            | آهتگ (آلبوم) نامزد شده                                            | نتیجه     | منبع      |
| جوایز موسیفی آمریکا                  | ۲۰۲۰ | خواننده جدید سال                                                                 | خودش                                                              | Won       |           |
| جوایز موسیفی آمریکا                  | ۲۰۲۰ | خواننده زن مورد علاقه سول/آر اند بی                                              | خودش                                                              | Won       |           |
| جوایز موسیفی آمریکا                  | ۲۰۲۰ | آلبوم موردعلاقه سول/آر اند بی                                                    | صورتی جذاب                                                        | Nominated |           |
| جوایز موسیفی آمریکا                  | ۲۰۲۰ | موزیک ویدیوی سال                                                                 | "بگو خب"                                                          | Nominated |           |
| جوایز موسیفی آمریکا                  | ۲۰۲۱ | همکاری سال                                                                       | "مرا بیشتر ببوس" (با سزا)                                         | Won       |           |
| جوایز موسیفی آمریکا                  | ۲۰۲۱ | آهنگ موردعلاقه پاپ/راک                                                           | "مرا بیشتر ببوس" (با سزا)                                         | Nominated |           |
| جوایز موسیفی آمریکا                  | ۲۰۲۱ | خواننده زن موردعلاقه پاپ/راک                                                     | خودش                                                              | Nominated |           |
| جوایز موسیفی آمریکا                  | ۲۰۲۱ | خواننده زن موردعلاقه سول/آر اند بی                                               | خودش                                                              | Won       |           |
| جوایز موسیفی آمریکا                  | ۲۰۲۱ | آلبوم موردعلاقه سول/آر اند بی                                                    | سیاره او                                                          | Won       |           |
| جوایز موسیفی آمریکا                  | ۲۰۲۲ | خواننده موردعلاقه زن پاپ                                                         | خودش                                                              | Nominated |           |
| جوایز موسیفی آمریکا                  | ۲۰۲۲ | خواننده موردعلاقه زن آر اند بی                                                   | خودش                                                              | Nominated |           |
| جوایز موسیقی آریا                    | ۲۰۲۱ | بهترین خواننده بین الملی                                                         | سیاره او                                                          | Nominated |           |
| جوایز BET                            | ۲۰۲۰ | موزیک ویدیوی سال                                                                 | "بگو خب"                                                          | Nominated |           |
| جوایز BET                            | ۲۰۲۰ | بهترین خواننده زن هیپ هاپ                                                        | خودش                                                              | Nominated |           |
| جوایز BET                            | ۲۰۲۱ | بهترین خواننده زن هیپ هاپ                                                        | خودش                                                              | Nominated |           |
| جوایز BET                            | ۲۰۲۲ | بهترین خواننده زن هیپ هاپ                                                        | خودش                                                              | Nominated |           |
| جوایز BET                            | ۲۰۲۲ | بهترین خواننده زن پاپ/آر اند بی                                                  | خودش                                                              | Nominated |           |
| جوایز BET                            | ۲۰۲۲ | آلبوم سال                                                                        | سیاره او                                                          | Nominated |           |
| جوایز BET                            | ۲۰۲۲ | موزیک ویدیوی سال                                                                 | "مرا بیشتر ببوس" (با سزا)                                         | Nominated |           |
| جوایز BET                            | ۲۰۲۲ | بهترین همکاری                                                                    | "مرا بیشتر ببوس" (با سزا)                                         | Nominated |           |
| جوایز BET                            | ۲۰۲۲ | جایزه BET Her                                                                    | "زن"                                                              | Nominated |           |
| جوایز هیپ هاپBET                     | ۲۰۲۱ | بهترین موزیک ویدیوی هیپ هاپ                                                      | "بهترین دوست" (با سوئیتی)                                         | Nominated |           |
| جوایز هیپ هاپBET                     | ۲۰۲۱ | بهترین اجرای زنده                                                                | خودش                                                              | Nominated |           |
| جوایز هیپ هاپBET                     | ۲۰۲۲ | بهترین اجرای زنده                                                                | خودش                                                              | Nominated | Nominated |
| جوایز هیپ هاپBET                     | ۲۰۲۲ | خواننده هیپ هاپ سال                                                              | خودش                                                              | Nominated | Nominated |
| جوایز هیپ هاپBET                     | ۲۰۲۲ | تِرَک ضربه ای                                                                      | "زن"                                                              | Nominated | Nominated |
| جوایز موسیقی بیلبورد                 | ۲۰۲۰ | بهترین آهنگ آر اند بی                                                            | "آبدار" (با تایگا)                                                | Nominated | Nominated |
| جوایز موسیقی بیلبورد                 | ۲۰۲۱ | بهترین آهنگ آر اند بی                                                            | "بگو خب"                                                          | Nominated | Nominated |
| جوایز موسیقی بیلبورد                 | ۲۰۲۱ | بهترین خواننده جدید                                                              | خودش                                                              | Nominated | Nominated |
| جوایز موسیقی بیلبورد                 | ۲۰۲۱ | بهترین حواننده آر اند بی                                                         | خودش                                                              | Nominated | Nominated |
| جوایز موسیقی بیلبورد                 | ۲۰۲۱ | بهترین خواننده زن آر اند بی                                                      | خودش                                                              | Won       |           |
| جوایز موسیقی بیلبورد                 | ۲۰۲۱ | بهترین آلبوم آر اند بی                                                           | صورتی جذاب                                                        | Nominated | Nominated |
| جوایز موسیقی بیلبورد                 | ۲۰۲۲ | بهترین آلبوم آر اند بی                                                           | سیاره او                                                          | Won       |           |
| جوایز موسیقی بیلبورد                 | ۲۰۲۲ | بهترین آلبوم بیلبورد ۲۰۰                                                         | سیاره او                                                          | Nominated | Nominated |
| جوایز موسیقی بیلبورد                 | ۲۰۲۲ | برترین خواننده                                                                   | خودش                                                              | Nominated | Nominated |
| جوایز موسیقی بیلبورد                 | ۲۰۲۲ | برترین خواننده زن                                                                | خودش                                                              | Nominated | Nominated |
| جوایز موسیقی بیلبورد                 | ۲۰۲۲ | بهترین خواننده ۱۰۰ آهنگ داغ                                                      | خودش                                                              | Nominated | Nominated |
| جوایز موسیقی بیلبورد                 | ۲۰۲۲ | بهترین خواننده استریم کننده                                                      | خودش                                                              | Nominated | Nominated |
| جوایز موسیقی بیلبورد                 | ۲۰۲۲ | بهترین خواننده آهنگ‌های رادیویی                                                   | خودش                                                              | Nominated | Nominated |
| جوایز موسیقی بیلبورد                 | ۲۰۲۲ | بهترین خواننده بیلبورد ۲۰۰ جهانی                                                 | خودش                                                              | Nominated | Nominated |
| جوایز موسیقی بیلبورد                 | ۲۰۲۲ | بهترین خواننده آر اند بی                                                         | خودش                                                              | Won       |           |
| جوایز موسیقی بیلبورد                 | ۲۰۲۲ | بهترین خواننده زن آر اند بی                                                      | خودش                                                              | Won       |           |
| جوایز موسیقی بیلبورد                 | ۲۰۲۲ | بهترین ۱۰۰ آهنگ داغ                                                              | "مرا بیشتر ببوس" (با سزا)                                         | Nominated | Nominated |
| جوایز موسیقی بیلبورد                 | ۲۰۲۲ | بهترین همکاری                                                                    | "مرا بیشتر ببوس" (با سزا)                                         | Nominated | Nominated |
| جوایز موسیقی بیلبورد                 | ۲۰۲۲ | بهترین آهنگ وایرال                                                               | "مرا بیشتر ببوس" (با سزا)                                         | Won       |           |
| جوایز موسیقی بیلبورد                 | ۲۰۲۲ | بهترین آهنگ آر اند بی                                                            | "تو درست" (با د ویکند)                                            | Nominated | Nominated |
| زنان در موسیقی بیلبورد               | ۲۰۲۲ | جایزه پاورهاوس                                                                   | خودش                                                              | Won       |           |
| جوایز پاپ BMI                        | ۲۰۲۱ | آهنگ‌های جایزه بر                                                                 | "بگو خب"                                                          | Won       |           |
| جوایز پاپ BMI                        | ۲۰۲۱ | آهنگ‌های جایزه بر                                                                 | "اونطوری"                                                         | Won       |           |
| جوایز پاپ BMI                        | ۲۰۲۲ | بیشترین آهنگ‌های اجراشده سال                                                      | "مرا بیشتر ببوس" (با سزا)                                         | Won       |           |
| جوایز آر اند بی/هیپ هاپ BMI          | ۲۰۲۱ | آهنگ سال                                                                         | "بگو خب"                                                          | Won       |           |
| جوایز آر اند بی/هیپ هاپ BMI          | ۲۰۲۱ | بسترین آهنگ‌های آر اند بی/ هیپ هاپ اجرا شده                                       | "بگو خب"                                                          | Won       |           |
| جوایز آر اند بی/هیپ هاپ BMI          | ۲۰۲۱ | بسترین آهنگ‌های آر اند بی/ هیپ هاپ اجرا شده                                       | "اونطوری"                                                         | Won       |           |
| جوایز BRIT                           | ۲۰۲۲ | خواننده بین‌المللی سال                                                            | خودش                                                              | Nominated | Nominated |
| جوایز BRIT                           | ۲۰۲۲ | آهنگ بین‌المللی سال                                                               | "مرا بیشتر ببوس" (با سزا)                                         | Nominated | Nominated |
| جشنواره بیین المللی خلاقیت شیرهای کن | ۲۰۲۲ | جایزه سرگرمی شیرها                                                               | دوجا کد:دخترانی که کد گذاری می‌کنند                                | bronze    |           |
| جوایز موسیقی cyclope                 | ۲۰۲۱ | طراحی تیم تولید در مویک ویدیو                                                    | "مرا بیشتر ببوس" (با سزا)                                         | Nominated | Nominated |
| جوایز مد رسانه ای پیشرو              | ۲۰۲۱ | نماد مد موفقیت                                                                   | خودش                                                              | Won       |           |
| جوایز جهانی                          | ۲۰۲۲ | بهترین خواننده زن                                                                | خودش                                                              | Nominated | Nominated |
| جوایز جهانی                          | ۲۰۲۲ | بهترین خواننده هیپ هاپ/آر اند بی                                                 | خودش                                                              | Nominated | Nominated |
| جوایز GAFFA دانمارک                  | ۲۰۲۱ | بهترین اجرای بین‌المللی جدید                                                      | خودش                                                              | Won       |           |
| جوایز GAFFA دانمارک                  | ۲۰۲۱ | هنرمند تک نفره بین‌المللی سال                                                     | خودش                                                              | Nominated | Nominated |
| جوایز GAFFA دانمارک                  | ۲۰۲۱ | آلبوم بین‌المللی سال                                                              | صورتی جذاب                                                        | Nominated | Nominated |
| جوایز GAFFA دانمارک                  | ۲۰۲۱ | آهنگ بین‌المللی سال                                                               | "بگو خب"                                                          | Nominated | Nominated |
| جوایز گرمی                           | ۲۰۲۱ | بهترین خواننده جدید                                                              | خودش                                                              | Nominated | Nominated |
| جوایز گرمی                           | ۲۰۲۱ | بهترین اجرای تک نفره پاپ                                                         | "بگو خب"                                                          | Nominated | Nominated |
| جوایز گرمی                           | ۲۰۲۱ | ضبط سال                                                                          | "بگو خب"                                                          | Nominated | Nominated |
| جوایز گرمی                           | ۲۰۲۲ | ضبط سال                                                                          | "مرا بیشتر ببوس" (با سزا)                                         | Nominated | Nominated |
| جوایز گرمی                           | ۲۰۲۲ | آهنگ سال                                                                         | "مرا بیشتر ببوس" (با سزا)                                         | Nominated | Nominated |
| جوایز گرمی                           | ۲۰۲۲ | بهترین اجرای دو نفره/گروهی پاپ                                                   | "مرا بیشتر ببوس" (با سزا)                                         | Won       |           |
| جوایز گرمی                           | ۲۰۲۲ | آلبوم سال                                                                        | مونترو (به عنوان یک خواننده که با خواننده این آلبوم همکاری داشته) | Nominated | Nominated |
| جوایز گرمی                           | ۲۰۲۲ | آلبوم سال                                                                        | سرزمین او (نسخه دلوکس)                                            | Nominated | Nominated |
| جوایز گرمی                           | ۲۰۲۲ | بهترین آلبوم آواز پاپ                                                            | سرزمین او (نسخه دلوکس)                                            | Nominated | Nominated |
| جوایز گرمی                           | ۲۰۲۲ | بهترین اجرای ملودیک رپ                                                           | "نیاز دارم بدانم"                                                 | Nominated | Nominated |
| جوایز گرمی                           | ۲۰۲۲ | بهترین آهنگ رپ                                                                   | "بهترین دوست" (با سوئیتی)                                         | Nominated | Nominated |
| جوایز گرمی                           | ۲۰۲۳ | ضبط سال                                                                          | "زن"                                                              | Nominated | Nominated |
| جوایز گرمی                           | ۲۰۲۳ | بهترین اجرای تک نفره سال                                                         | "زن"                                                              | Nominated | Nominated |
| جوایز گرمی                           | ۲۰۲۳ | بهترین موزیک ویدیو                                                               | "زن"                                                              | Nominated | Nominated |
| جوایز گرمی                           | ۲۰۲۳ | بهترین اجرای دو نفره/گروهی سال                                                   | "دوستت دارم (نسخه شادتر)" (با پست مالون)                          | Nominated | Nominated |
| جوایز گرمی                           | ۲۰۲۳ | بهترین اجرای پاپ                                                                 | "وگاس"                                                            | Nominated | Nominated |
| رکوردهای جهانی گینس                  | ۲۰۲۱ | اولین گروه دو نفره رپ زن که به رتبه ۱ جدول تک آهنگ‌های ایالات متحده آمریکا رسیدند | "بگو خب" (با نیکی میناژ)                                          | Won       |           |
| جوایز موسیقی iHeartRadio             | ۲۰۲۱ | بهترین خواننده پاپ جدید سال                                                      | خودش                                                              | Won       |           |
| جوایز موسیقی iHeartRadio             | ۲۰۲۱ | رقص موزیک ویدیویی مورد علاقه                                                     | "بگو خب"                                                          | Nominated | Nominated |
| جوایز موسیقی iHeartRadio             | ۲۰۲۱ | بهترین آهنگ تیک تاک سال                                                          | "بگو خب"                                                          | Nominated | Nominated |
| جوایز موسیقی iHeartRadio             | ۲۰۲۲ | بهترین آهنگ تیک تاک سال                                                          | "زن"                                                              | Nominated | Nominated |
| جوایز موسیقی iHeartRadio             | ۲۰۲۲ | بهترین آهنگ تیک تاک سال                                                          | "مرا بیشتر ببوس" (با سزا)                                         | Nominated | Nominated |
| جوایز موسیقی iHeartRadio             | ۲۰۲۲ | آهنگ سال                                                                         | "مرا بیشتر ببوس" (با سزا)                                         | Nominated | Nominated |
| جوایز موسیقی iHeartRadio             | ۲۰۲۲ | بهترین موزیک ویدیو                                                               | "مرا بیشتر ببوس" (با سزا)                                         | Nominated | Nominated |
| جوایز موسیقی iHeartRadio             | ۲۰۲۲ | بهترین همکاری                                                                    | "مرا بیشتر ببوس" (با سزا)                                         | Nominated | Nominated |
| جوایز موسیقی iHeartRadio             | ۲۰۲۲ | بهترین همکاری                                                                    | "بهترین دوست" (با سوئیتی)                                         | Nominated | Nominated |
| جوایز موسیقی iHeartRadio             | ۲۰۲۲ | خواننده زن سال                                                                   | خودش                                                              | Nominated | Nominated |
| جوایز موسیقی iHeartRadio             | ۲۰۲۳ | بهترین استفاده از بیت تکرار شونده                                                | "وگاس"                                                            | Nominated | Nominated |
| جوایز موسیقی iHeartRadio             | ۲۰۲۳ | آهنگ سال                                                                         | "زن"                                                              | Nominated | Nominated |
| جوایز موسیقی iHeartRadio             | ۲۰۲۳ | خواننده سال                                                                      | خودش                                                              | Nominated | Nominated |
| جوایز موسیقی iHeartRadio             | ۲۰۲۳ | بهترین همکاری                                                                    | "دوستت دارم (نسخه شادتر)" (با پست مالون)                          | Nominated | Nominated |
| جوایز موسیقی iHeartRadio             | ۲۰۲۳ | بهترین همکاری                                                                    | "تو درست" (با د ویکند)                                            | Nominated | Nominated |
| جوایز موسیقی iHeartRadio             | ۲۰۲۳ | پخش شده‌ترین خواننه                                                               | خودش                                                              | Won       |           |
| جوایز تیتانیومی iHeartRadio          | ۲۰۲۲ | رسیدن به ۱میلیارد پخش آهنگ برای مخاطبان در ایستگاه‌های رادیویی iHeartRadio        | "مرا بیشتر ببوس" (با سزا)                                         | Won       |           |
| جوایز تیتانیومی iHeartRadio          | ۲۰۲۲ | رسیدن به ۱میلیارد پخش آهنگ برای مخاطبان در ایستگاه‌های رادیویی iHeartRadio        | "نیاز دارم بدانم"                                                 | Won       |           |
| جوایز تیتانیومی iHeartRadio          | ۲۰۲۳ | رسیدن به ۱میلیارد پخش آهنگ برای مخاطبان در ایستگاه‌های رادیویی iHeartRadio        | "زن"                                                              | Won       |           |
| جوایز جونو                           | ۲۰۲۲ | آلبوم بین الملی سال                                                              | سیاره او                                                          | Nominated | Nominated |
| جوایز موسیقی آمریکای لاتین           | ۲۰۲۱ | بهترین موزیک ویدیو                                                               | "دل مار (با ازونا و سیا)                                          | Nominated | Nominated |
| جوایز Lo Nuestro                     | ۲۰۲۲ | همکاری چند زبانه سال                                                             | "دل مار (با ازونا و سیا)                                          | Nominated | Nominated |
| جوایز موسیقی LOS40                   | ۲۰۲۰ | بهترین اجرای جدید بین‌المللی                                                      | خودش                                                              | Nominated | Nominated |
| جوایز موسیقی LOS40                   | ۲۰۲۱ | بهترین اجرای جدید بین‌المللی                                                      | خودش                                                              | Nominated | Nominated |
| جوایز MOBO                           | ۲۰۲۱ | بهترین اجرای جدید بین‌المللی                                                      | خودش                                                              | Nominated | Nominated |
| جوایز هزاره MTV                      | ۲۰۲۱ | موفقیت جهانی سال                                                                 | "مرا بیشتر ببوس" (با سزا)                                         | Nominated | Nominated |
| جوایز هزاره MTV برزیل                | ۲۰۲۰ | موفقیت جهانی                                                                     | "بگو خب" (با نیکی میناژ)                                          | Nominated | Nominated |
| جوایز هزاره MTV برزیل                | ۲۰۲۰ | همکاری بین‌المللی                                                                 | "بگو خب" (با نیکی میناژ)                                          | Nominated | Nominated |
| جوایز هزاره MTV برزیل                | ۲۰۲۱ | همکاری بین‌المللی                                                                 | "مرا بیشتر ببوس" (با سزا)                                         | Nominated | Nominated |
| جوایز موسیقی MTV اروپا               | ۲۰۲۰ | بیشترین زحمت برای اجرا                                                           | خودش                                                              | Nominated | Nominated |
| جوایز موسیقی MTV اروپا               | ۲۰۲۰ | بهترین اجرای جدید                                                                | خودش                                                              | Won       |           |
| جوایز موسیقی MTV اروپا               | ۲۰۲۱ | بهترین خواننده                                                                   | خودش                                                              | Nominated | Nominated |
| جوایز موسیقی MTV اروپا               | ۲۰۲۱ | بهترین اجرای ایالات متحده                                                        | خودش                                                              | Nominated | Nominated |
| جوایز موسیقی MTV اروپا               | ۲۰۲۱ | بهترین پاپ                                                                       | خودش                                                              | Nominated | Nominated |
| جوایز موسیقی MTV اروپا               | ۲۰۲۱ | بهترین آهنگ                                                                      | "مرا بیشتر ببوس" (با سزا)                                         | Nominated | Nominated |
| جوایز موسیقی MTV اروپا               | ۲۰۲۱ | بهترین موزیک ویدیو                                                               | "مرا بیشتر ببوس" (با سزا)                                         | Nominated | Nominated |
| جوایز موسیقی MTV اروپا               | ۲۰۲۱ | بهترین همکاری                                                                    | "مرا بیشتر ببوس" (با سزا)                                         | Won       |           |
| جوایز موسیقی MTV اروپا               | ۲۰۲۲ | بهترین همکاری                                                                    | "دوستت دارم (نسخه شادتر)" (با پست مالون)                          | Nominated | Nominated |
| جوایز موسیقی MTV اروپا               | ۲۰۲۲ | بهترین موزیک ویدیو                                                               | "زن"                                                              | Nominated | Nominated |
| جوایز موسیقی MTV اروپا               | ۲۰۲۲ | بهترین آهنگ پاپ                                                                  | خودش                                                              | Nominated | Nominated |
| جوایز موسیقی MTV اروپا               | ۲۰۲۲ | بهترین اجرای ایالات متحده                                                        | خودش                                                              | Nominated | Nominated |
| جوایز موزیک ویدیویی MTV              | ۲۰۲۰ | زحمت کش‌ترین خواننده جدید                                                         | خودش                                                              | Won       |           |
| جوایز موزیک ویدیویی MTV              | ۲۰۲۰ | آهنگ سال                                                                         | "بگو خب"                                                          | Nominated | Nominated |
| جوایز موزیک ویدیویی MTV              | ۲۰۲۰ | بهترین کارگردانی                                                                 | "بگو خب"                                                          | Nominated | Nominated |
| جوایز موزیک ویدیویی MTV              | ۲۰۲۰ | آهنگ تابستان                                                                     | "بگو خب"                                                          | Nominated | Nominated |
| جوایز موزیک ویدیویی MTV              | ۲۰۲۱ | موزیک ویدیوی سال                                                                 | "مرا بیشتر ببوس" (با سزا)                                         | Nominated | Nominated |
| جوایز موزیک ویدیویی MTV              | ۲۰۲۱ | بهترین همکاری                                                                    | "مرا بیشتر ببوس" (با سزا)                                         | Won       |           |
| جوایز موزیک ویدیویی MTV              | ۲۰۲۱ | بهترین کارگردانی هنری                                                            | "بهترین دوست" (با سوئیتی)                                         | Won       |           |
| جوایز موزیک ویدیویی MTV              | ۲۰۲۱ | بهترین جلوه‌های بصری                                                              | "تو درست" (با د ویکند)                                            | Nominated | Nominated |
| جوایز موزیک ویدیویی MTV              | ۲۰۲۱ | خواننده سال                                                                      | خودش                                                              | Nominated | Nominated |
| جوایز موزیک ویدیویی MTV              | ۲۰۲۱ | آهنگ تابستان                                                                     | "نیاز دارم بدانم"                                                 | Nominated | Nominated |
| جوایز موزیک ویدیویی MTV              | ۲۰۲۲ | موزیک ویدیوی سال                                                                 | "زن"                                                              | Nominated | Nominated |
| جوایز موزیک ویدیویی MTV              | ۲۰۲۲ | آهنگ سال                                                                         | "زن"                                                              | Nominated | Nominated |
| جوایز موزیک ویدیویی MTV              | ۲۰۲۲ | بهترین آهنگ پاپ                                                                  | "زن"                                                              | Nominated | Nominated |
| جوایز موزیک ویدیویی MTV              | ۲۰۲۲ | بهترین اجرای رقص                                                                 | "زن"                                                              | Won       |           |
| جوایز موزیک ویدیویی MTV              | ۲۰۲۲ | بهترین کارگردانی هنری                                                            | "برو داخلش (یاه)"                                                 | Nominated | Nominated |
| جوایز موزیک ویدیویی MTV              | ۲۰۲۲ | بهترین تدوین                                                                     | "برو داخلش (یاه)"                                                 | Nominated | Nominated |
| جوایز موزیک ویدیویی MTV              | ۲۰۲۲ | آهنگ تابستان                                                                     | "وگاس"                                                            | Nominated | Nominated |
| جوایز موزیک ویدیویی MTV              | ۲۰۲۲ | آهنگ تابستان                                                                     | "دوستت دارم (نسخه شادتر)" (با پست مالون)                          | Nominated | Nominated |
| جوایز موزیک ویدیویی MTV ژاپن         | ۲۰۲۰ | بهترین موزیک ویدیوی یک خواننده بین الملی                                         | "بگو خب"                                                          | Won       |           |
| جوایز پخش موزیک ویدیو MTV            | ۲۰۲۰ | ۱۰ موزیک ویدیوی برتر                                                             | "بگو خب"                                                          | Won       |           |
| جوایز پخش موزیک ویدیو MTV            | ۲۰۲۱ | ۲۰ موزیک ویدیوی برتر                                                             | "مرا بیشتر ببوس" (با سزا)                                         | Won       |           |
| جوایز MVPA                           | ۲۰۲۱ | بهترین موزیک ویدیوی پاپ                                                          | "بگو خب"                                                          | Nominated | Nominated |
| جوایز MVPA                           | ۲۰۲۱ | بهترین رقص در یک موزک ویدیو                                                      | "بگو خب"                                                          | Nominated | Nominated |
| جوایز MVPA                           | ۲۰۲۱ | بهترین رنگ‌بندی در یک موزیک ویدیو                                                 | "بگو خب"                                                          | Won       |           |
| جوایز MVPA                           | ۲۰۲۱ | بهترین ویدیوی دوران کرونا                                                        | "جوان بودن" (با آنه-ماری)                                         | Nominated | Nominated |
| جوایز تصویر NAACP                    | ۲۰۲۱ | خواننده برجسته جدید                                                              | خودش                                                              | Won       |           |
| جوایز کودکان نیکولدون                | ۲۰۲۲ | بهترین همکاری موزیکال                                                            | "بهترین دوست" (با سوئیتی)                                         | Nominated | Nominated |
| جوایز موسیقی NRJ                     | ۲۰۲۰ | بهترین موزیک ویدیوی سال                                                          | "بگو خب"                                                          | Nominated | Nominated |
| جوایز موسیقی NRJ                     | ۲۰۲۰ | بهترین خواننده بین‌المللی جدید                                                    | خودش                                                              | Won       |           |
| جوایز موسیقی NRJ                     | ۲۰۲۱ | خواننده زن بین‌المللی سال                                                         | خودش                                                              | Nominated | Nominated |
| جوایز "انتخاب مردم"                  | ۲۰۲۰ | بهترین خواننده جدید ۲۰۲                                                          | خودش                                                              | Won       |           |
| جوایز "انتخاب مردم"                  | ۲۰۲۰ | بهترین موسقی متن ۲۰۲۰                                                            | "رئیس هرزه"                                                       | Nominated | Nominated |
| جوایز "انتخاب مردم"                  | ۲۰۲۱ | بهترین خواننده زن ۲۰۲۱                                                           | خودش                                                              | Nominated | Nominated |
| جوایز "انتخاب مردم"                  | ۲۰۲۱ | آلبوم ۲۰۲۱                                                                       | سیاره او                                                          | Nominated | Nominated |
| جوایز "انتخاب مردم"                  | ۲۰۲۱ | بهترین آهنگ همکاری ۲۰۲۱                                                          | "بهترین دوست" (با سوئیتی)                                         | Nominated | Nominated |
| جوایز "انتخاب مردم"                  | ۲۰۲۱ | بهترین آهنگ همکاری ۲۰۲۱                                                          | "مرا بیشتر ببوس" (با سزا)                                         | Nominated | Nominated |
| جوایز "انتخاب مردم"                  | ۲۰۲۱ | بهترین آهنگ همکاری ۲۰۲۱                                                          | "تو درست" (با د ویکند)                                            | Nominated | Nominated |
| جوایز "انتخاب مردم"                  | ۲۰۲۲ | خواننده زن ۲۰۲۲                                                                  | خودش                                                              | Nominated | Nominated |
| جوایز "انتخاب مردم"                  | ۲۰۲۲ | بهترین آهنگ همکاری ۲۰۲۲                                                          | "فریک دیکی (با تایگا)                                             | Nominated | Nominated |
| جوایز ماهواره                        | ۲۰۲۳ | بهترین آهنگ اوریجینال                                                            | "وگاس"                                                            | Pending   |           |
| جوایز موسیقی سول‌ترین                 | ۲۰۲۱ | Album of the Year                                                                | سیاره او                                                          | Nominated | Nominated |
| جوایز موسیقی سول‌ترین                 | ۲۰۲۱ | بهترین خواننده زن سول/آر اند بی                                                  | خودش                                                              | Nominated | Nominated |
| جوایز موسیقی سول‌ترین                 | ۲۰۲۱ | بهترین همکاری                                                                    | "مرا بیشتر ببوس" (با سزا)                                         | Nominated | Nominated |
| جوایز موسیقی سول‌ترین                 | ۲۰۲۲ | بهترین اجرای رقص                                                                 | "زن"                                                              | Nominated | Nominated |
| جوایز TEC                            | ۲۰۲۱ | جایزه خالق قابل توجه در تولید و ضبط یک آلبوم                                     | صورتی جذاب                                                        | Nominated | Nominated |
| جوایز موزیک ویدیویی UK               | ۲۰۲۱ | بهترین موزیک ویدیو بین‌المللی سول/ آر اند بی                                      | "خیابان ها"                                                       | Nominated | Nominated |
| جوایز موسیقی Urban                   | ۲۰۲۱ | خواننده سال (ایالات متحده آمریکا)                                                | خودش                                                              | Nominated | Nominated |
| جوایز موسیقی Urban                   | ۲۰۲۱ | بهترین همکاری                                                                    | "مرا بیشتر ببوس" (با سزا)                                         | Nominated | Nominated |
| جوایز XXL                            | ۲۰۲۲ | خواننده سال                                                                      | خودش                                                              | Nominated | Nominated |
| جوایز XXL                            | ۲۰۲۲ | رپر زن سال                                                                       | خودش                                                              | Won       |           |
| جوایز XXL                            | ۲۰۲۲ | اجرا کننده سال                                                                   | خودش                                                              | Won       |           |
| جوایز XXL                            | ۲۰۲۲ | قهرمان مردم                                                                      | خودش                                                              | Nominated | Nominated |
| جوایز XXL                            | ۲۰۲۲ | آلبوم سال                                                                        | سیاره او                                                          | Nominated | Nominated |